# XB-53 (航空機)

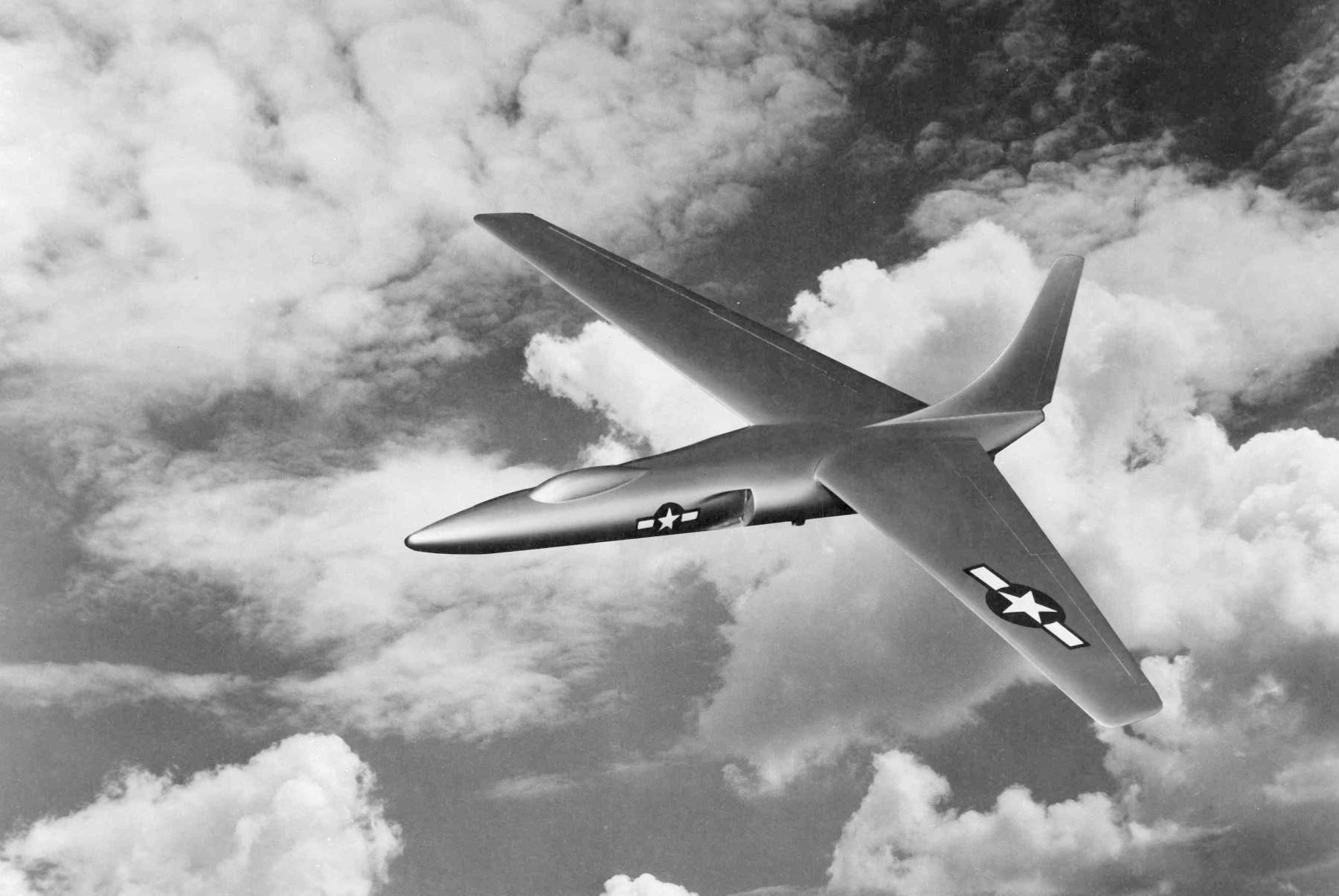
XB-53 (XA-44)の想像図

XB-53 (Convair XB-53) とは、アメリカ合衆国の航空機メーカーであったコンベアが開発しようとした前進翼を持つ爆撃機である。しかしながら、実機が完成することはなかった。

## 概要
1945年当時、コンベア社は同社初のジェット爆撃機であるXB-46の試作機3機を製造する契約をアメリカ合衆国陸軍航空隊を締結していた。しかし、胴体形状の問題からXB-46が不採用になる可能性が高まると、コンベアは製造に入っていないXB-46試作2号機、3号機について攻撃機として設計変更することを空軍に提案した。承認後、攻撃型にはXA-44名称が与えられ、XA-44を2機製作するためにXB-46の2機の製作をキャンセルし、その予算を回すことになった。
当初はXB-46の設計を踏襲し、12.7mm機関銃を機首に12挺、旋回銃塔に8挺備えることを想定していたが、このままでは性能不足は避けられないとして、新たに前進翼を持つ3発ジェット機の構想が持ち上がった。
前進翼は前へ角度を付けた翼のことで、後へ角度をつける後退翼（B-47をはじめ現在の多くのジェット機に採用されている）と類似の効果を得ることができるとされ、後退翼よりも原理的に失速限界が高いことが利点とされている。構想では主翼は30度の前進翼で8度の下反角を持たせ、水平尾翼は無く、機体後部にJ35-GEターボジェットエンジンを搭載することになっていた。なお前進翼のアイデアはドイツからもたらされたものであった。
1948年にはXB-53に名称が変更されたが、2機の試作機が完成する前の1949年に計画がキャンセルされたため、アメリカ初の前進翼爆撃機は幻となった。

## 性能要目（計画値）
- 乗員:4名
- 全長:24.20 m
- 全幅:24.60 m
- 高さ:7.22 m
- 翼面積:1,370 ft2
- 最大離陸重量:27,000 kg
- エンジン:ゼネラル・エレクトリック J35 ターボジェット, 4,000 lbf (18 kN) 3基
- 最大速度:930 km/h
- 航続距離:3,200 km
- 実用上昇限界高度:13,400 m
- 武装:爆弾12,000ポンド (5,400kg)